# Източнотюркски хаганат
Източнотюркският хаганат или каганат възниква с разпадането в 603 г. на Тюркския хаганат на Западен и Източен. Населението му е номадско.
Каганатът води чести войни с Китай, с който има дълга южна граница. Нееднократно отстоява независимостта си в битки с могъщия си съсед. В края на 7 и началото на 8 век удържа няколко големи победи над китайците. Поражение от уйгурите в 745 г. слага неговия край, като на земите му възниква Уйгурския хаганат просъществувал от 745 до 840 г.